# McDonnell Douglas MD-11
El McDonnell Douglas MD-11 (actualmente Boeing MD-11) es un avión comercial trimotor estadounidense de fuselaje ancho y de medio a largo alcance, con dos motores montados en soportes debajo de sus alas y el tercero sobre la base del estabilizador vertical.
Está basado en el DC-10, pero incluye un fuselaje alargado, una envergadura un poco mayor -que incluye winglets (extremos alares)-, además del uso de materiales compuestos más livianos y nuevos motores de mayor potencia, así como un diseño un poco más aerodinámico en las alas y cola, (o empenaje) el cual contribuye a generar un menor arrastre o resistencia al avance. También posee una moderna cabina del piloto absolutamente digital, que hace que no se necesite de un ingeniero de vuelo en ella, a diferencia de los antiguos DC-10. Esta aeronave también posee, una mejora de alas las cuales son más largas, posee winglet y splite similar y sus motores poseen más potencia que su antecesor, el DC-10. De igual forma, el avión tiene el cuerpo del DC-10-30 solo que unos metros más largo.
Unas de sus características más importantes son la ya mencionada  "cabina de cristal",  sus winglets y su mayor alcance.
El uso de la aeronave entró en declive debido a que la configuración de su peso era bastante complicada, añadiendo el hecho de que era más pesado que el DC-10. En el año de 1997, el MD-11 comenzó a tener una fuerte competencia entre el A330-200 y el B777-200 ya que estos eran más modernos y consumían menos combustible, aunque el  el MD-11 no requería la presencia de un ingeniero de vuelo.
La aeronave voló por más de 24 años hasta el año del 2014 cuando fue retirado del transporte de pasajeros. La aerolínea que realizó el último vuelo fue la holandesa KLM, entre las ciudades de Nueva York y Ámsterdam. Al día de hoy el MD-11 solo es utilizado para transporte de carga por empresas tales como FedEx y UPS.

## Desarrollo

### Orígenes
Aunque el programa del MD-11 fue lanzado en 1986, McDonnell Douglas ya había comenzado a buscar un sucesor para el DC-10 desde 1976. En ese momento, se consideraron dos versiones alternativas. El DC10-10 con un fuselaje extendido 12,19 m y un DC-10-30 alargado en 9,14 m.
La última versión habría sido capaz de transportar hasta 340 pasajeros en una configuración de tres clases o 277 personas a través de una distancia de 9.800 km (unas 5.300 millas náuticas).
Al mismo tiempo, el fabricante estaba buscando reducir el arrastre producido por las alas y los motores del “antiguo” DC-10. Se concibió asimismo otra versión de la aeronave, denominada momentáneamente “DC-10 global”, dirigida a intentar contrarrestar la potencial pérdida de pedidos del DC-10-30 que el nuevo Boeing 747SP del alcance extendido podría llegar a crear (aunque, para bien de McDonnell Douglas, éste no lograría hacerlo).
Este último diseño habría incorporado tanques de combustible adicionales.
Mientras continuaba sus investigaciones sobre una nueva aeronave de pasajeros, Mc Donnell Douglas designó a todo el programa como DC-10 Super 60, después de haber sido conocido por un corto período como DC-10 Super 50. El Super 60 sería un avión intercontinental que incorporaría varias mejoras aerodinámicas en sus alas, además de un fuselaje alargado en 8.13 m, para permitir hasta 350 pasajeros en una disposición de asientos mixta, comparados con los 275 del DC-10 (usando la misma configuración). Después de más refinamientos, fue propuesto el proyecto DC-10 Super 60 en 1979, en tres diferentes versiones, como el DC-8.
Por un lado se encontraba el DC-10-61, destinado al mercado interno transcontinental estadounidense, capaz de transportar hasta a 390 pasajeros, debido a su fuselaje alargado en 12 m. Al igual que en el caso del DC-8 durante la década de 1960, se propuso a la serie 62 como una aeronave transcontinental alargada en 8,1 m, capaz de transportar hasta a 350 pasajeros. Y finalmente, la serie 63 combinaría el mismo fuselaje del DC-10-61 como todas las mejoras y refinamientos aerodinámicos de la -62.
Después de haber tenido lugar en 1979 tres accidentes que involucraron a aviones DC-10 (el vuelo 191 de American Airlines), el 2605 de Western Airlines y el 901 de Air New Zealand). Como suele suceder en estos casos, estos recibieron bastante cobertura por parte de la prensa, y terminaron comprometiendo momentáneamente el programa de ese trirreactor, debido al manto de dudas y sospechas que se habían generado en torno a la integridad estructural de dichas aeronaves. Debido a estas razones y a otras más, relacionadas con la menor actividad económica de las aerolíneas (y, por ende, inferior demanda de aviones por parte de ellas), fueron detenidos todos los trabajos de diseño que se estaban desarrollando en el programa del Super 60.

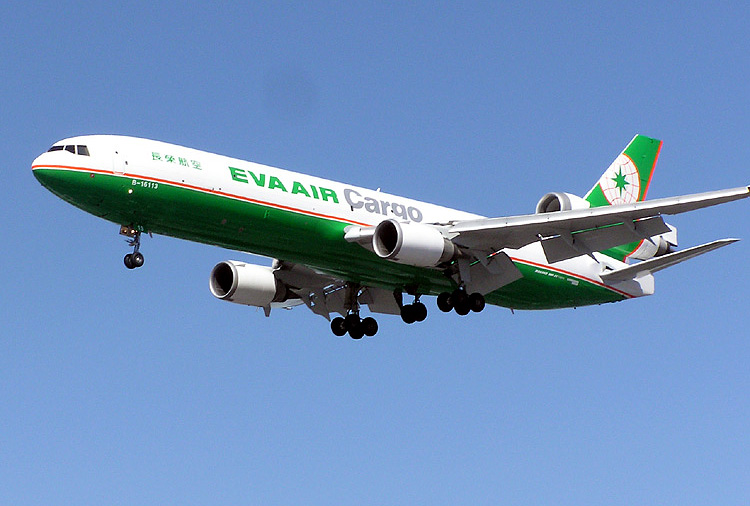
Un MD-11F (Freighter, de carga) de la aerolínea taiwanesa EVA Air.

En 1981, un DC10-10 de Continental Airlines fue alquilado para realizar una mayor investigación al respecto, en especial los efectos causados por los nuevos winglets (extremos alares) con respecto al rendimiento del avión en general y al eventual ahorro de combustible e incremento de su autonomía en particular. Durante ese tiempo se probaron diferentes tipos de este tipo de dispositivos, junto a la NASA. McDonnell Douglas estaba otra vez planeando nuevas versiones del DC-10 que podría incorporar winglets y motores más eficientes recientemente desarrollados, en particular los Pratt & Whitney PW2037) y los Rolls-Royce (RB.211-535F4).
El fabricante finalmente decidió denominar todos esos estudios bajo la designación MD-EEE, la que no obstante sería posteriormente modificada a MD-100 después de haber incorporado aún más cambios adicionales.
El MD-100 fue propuesto en dos versiones: la Serie 10, que tendría un fuselaje acortado en 1,98 m respecto del DC-10 original, con asientos para hasta 270 pasajeros en dos clases, y la Serie 20, la cual incorporaría un fuselaje alargado en 6,24 m por sobre el DC-10, y podría acomodar hasta a 333 pasajeros en la misma clase de configuración que la Serie 10. Ambas variantes estarían propulsadas por las mismas familias de motores del que finalmente sería el MD-11 definitivo, además del Rolls Royce RB.211-600.
Pero la situación del mercado, tanto para el fabricante como para las aerolíneas en general, no se veía demasiado prometedora. De hecho, no se recibirían órdenes del nuevo DC-10, y lo que tal vez era peor aún, muchos observadores y clientes (tanto antiguos como potenciales) no creían que McDonnell Douglas pudiese subsistir como compañía por mucho tiempo más.
Así las cosas, la junta de directores de la compañía decidió en noviembre de 1983 cesar una vez más todo el trabajo que se había llevado a cabo en el desarrollo del hasta entonces nuevo trirreactor proyectado. Al año siguiente, no obstante, las cosas cambiaron. Los buenos tiempos estaban de regreso y las aerolíneas estaban realizando varios pedidos del mucho más pequeño birreactor MD-80, lo que le estaba ayudando a McDonnell Douglas a apuntalar sus finanzas, luego de haber atravesado varios años de dificultades económicas. Por otra parte, no se habían recibido nuevas órdenes de compra para el DC-10 (lo que, por otro lado, convenció aún más al fabricante de que necesitaba ofrecer un renovado reemplazo de su ya para entonces clásico trirreactor). No obstante la línea de producción de aquellos aún seguía activa debido a varias peticiones previas por parte de la Fuerza Aérea de los Estados Unidos (USAF), de sesenta (60) aeronaves basada en el diseño de aquel, los KC-10 (para el reabastecimiento en vuelo de aviones militares).
McDonnell Douglas aún estaba convencida de que necesitaba un nuevo derivado del DC-10, como lo estaba demostrando el floreciente mercado de segunda mano de su Serie 30 (DC-10-30), así como también la más pesada versión de largo alcance, el DC10-30ER. Así fue que, en 1984 y por primera vez en la saga del MD-11, surgió la idea de crear un nuevo derivado del DC-10.
Desde el principio, el MD-11X fue concebido en dos versiones diferentes. El MD-11X, basado en el fuselaje del DC-10-30, ofrecía un alcance de 12.040 km (6500 millas náuticas) con carga plena de pasajeros. Esa primera versión habría tenido un peso máximo al despegue de 263.150 kg y habría utilizado motores CFM General Electric CF6-C2 o Pratt & Whitney PW4000.
El MD-11X-20 habría de tener un fuselaje más largo, acomodando hasta a 331 pasajeros en une configuración de múltiples clases, con un alcance de 11.100 km (6.000 millas náuticas).
Por su parte, el MD-11X-20, basado en el fuselaje del DC-10-30, ofrecía un gran alcance de 6500 nmi (12.040 km) con pasajeros.
A medida que iba recibiendo más pedidos u órdenes para el DC-10, McDonnell Douglas aprovechó el tiempo ganado antes de la finalización de la producción de ese modelo para consultar a sus clientes -los cuales eran compradores potenciales del nuevo trirreactor- y así refinar la configuración propuesta para el MD-11.
Así fue que, en julio de 1985, la Junta de Directores de la empresa autorizó a que la planta de Long Beach (California) de la compañía ofreciese el aún por entonces inexistente MD-11 a los potenciales clientes. En ese momento inicial, la aeronave aún se ofrecía solamente en dos versiones diferentes, ambas de exactamente la misma longitud (de 6,93 m mayor que la del DC-10), la cual además incluía la misma opciones de motorización que la del MD-11X. La primera versión tendría un alcance proyectado de 8.840 km (4.780 millas náuticas) con hasta 337 pasajeros y un peso máximo al despegue de 227.000 kg, mientras que la segunda -de largo alcance- podría transportar a 331 pax. a través de 12.800 km (6.900 nmi).
Un año después del lanzamiento del proyecto, con varias aerolíneas interesadas en el MD-11 (algunas de las cuales ya se habían comprometido, realizando pedidos en firme), McDonnell Douglas se veía bastante optimista ante un futuro que parecía ser prometedor para el avión.
La aeronave base tenía ahora 320 asientos y era 5,66 m más larga que el DC-10-30, además de estar propulsada por motores del tipo turbofán más potentes y eficientes que los de la generación anterior, provistos por los principales fabricantes del sector. Además, de esa manera se contribuía a brindarle al avión un alcance extendido de 12.600 km (6.800 nmi).
También se ofrecieron otras versiones, como la acortada ER (extended range, con un alcance extendido hasta los 13.900 km o 7.500 mn), una de carga con una capacidad máxima de 91.080 kg de mercancías y una Combi (combinada), la cual permitía transportar unos 200 pasajeros y 10 pallets de carga en la cabina principal. Asimismo, los ingenieros de McDonnell Douglas previeron y proyectaron una aeronave aún más larga, de nombre MD-11 Advanced.

### Fase o etapa de diseño
Finalmente el programa del MD-11 fue lanzado de manera oficial el 30 de diciembre de 1986, con 52 pedidos en firme y 40 opcionales. en tres diferentes versiones (de pasajeros, carguero y “combi” o combinada) de diez aerolíneas (la italiana Alitalia; la británica British Caledonian, Dragonair (de Hong Kong), la estadounidense FedEx Express, la finlandesa Finnair, la surcoreana Korean Air, la escandinava (sueco-danesa-noruega) Scandinavian Airlines System (SAS), la suiza Swissair, Thai Airways International y Varig) y dos compañías dedicadas al leasing de aeroanaves (Guinness Peat Aviation y Mitsui). No obstante, varias órdenes de compra de Dragonair, SAS y de UTA (Union des Transports Aériens), además de las de un cliente cuyo nombre no llagó a trascender, fueron canceladas en 1988.
La etapa de ensamblaje del primer MD-11 comenzó el 9 de marzo de 1988, aunque la unión del fuselaje con las alas tendría lugar durante el mes de octubre de ese año. El primer vuelo había sido planeado para tener lugar originalmente en marzo de 1989, pero numerosos problemas de fabricación, (entre ellos la entrega tardía de componentes esenciales por parte de algunos proveedores de McDonnell Douglas), además de problemas laborales, hicieron que la ceremonia de presentación oficial (roll out) del prototipo se tuviese que retrasar hasta septiembre de ese año. Los meses siguientes pasarían a medida que se preparaba al avión para su vuelo de bautismo, lo que finalmente sucedería el 10 de enero de 1990.
Los dos primeros aviones fabricados eran cargueros para el transportista estadounidense Federal Express (FedEx), por lo que ya estaban equipados con una puerta lateral de carga en la parte delantera del fuselaje. Permanecieron en manos de la propia McDonnell Douglas como aeronaves de prueba hasta entrado 1991, antes de haber sido completamente convertidas a cargueros y entregadas a su cliente. La correspondiente certificación de la FAA (Federal Aviation Administration de los EE. UU.) fue lograda el 8 de noviembre de 1990, en tanto que la de la europea JAA (Joint Aviation Authorities) fue obtenida casi un año después, el 17 de octubre de 1991, después de la resolución de aproximadamente 200 correcciones y pequeños problemas que aún estaban pendientes.

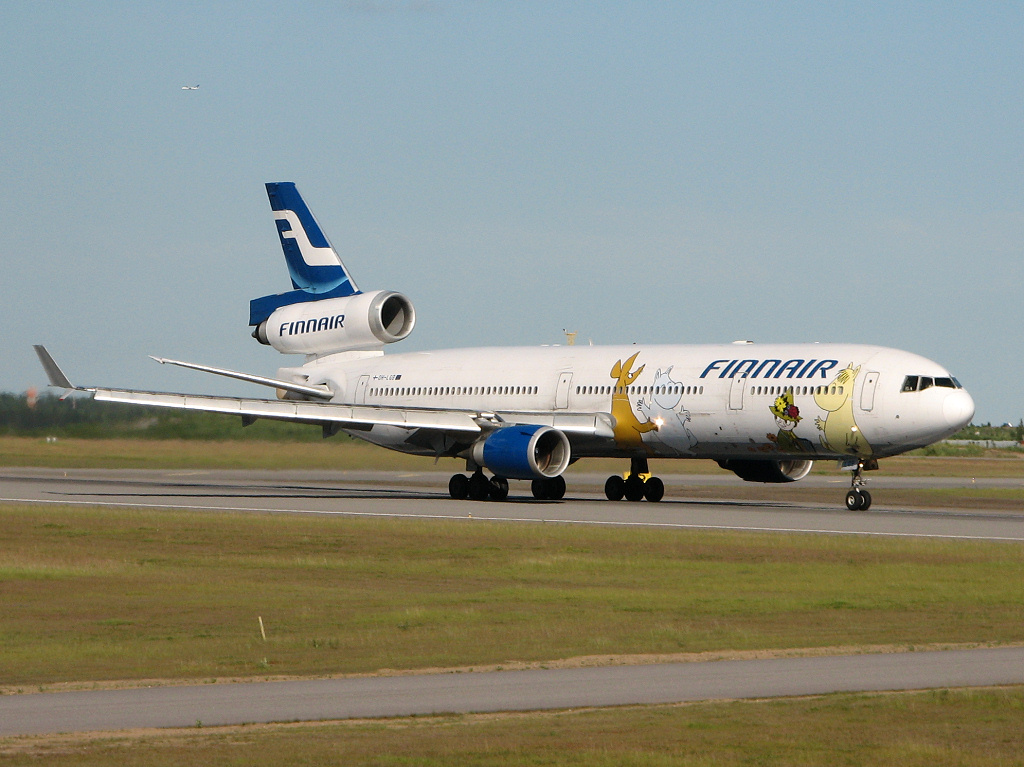
Finnair MD-11 decorado con los colores de Moomin

El primer MD-11 fue entregado a la aerolínea de bandera finlandesa Finnair, el 7 de diciembre de 1990, el cual entró oficialmente en servicio 13 días después, el 20 de ese mismo mes, cuando transportó pasajeros desde Helsinki hasta Gran Canaria, en el archipiélago español de las islas Canarias. La entrada en servicio en una aerolínea estadounidense se produciría muy poco tiempo después, con la empresa Delta Air Lines. Fue durante este período cuando comenzaron a hacerse aparentes algunos fallos en el rendimiento previsto del MD-11, ya que la aeronave mostraba una autonomía menor y un mayor consumo de combustible de lo originalmente estipulado.
La aerolínea estadounidense American Airlines en particular no estaba muy impresionada, al igual que la también importante Singapore Airlines (un tradicional comprador de aviones comerciales de largo alcance, dada la ubicación geográfica de Singapur respecto de los aeropuertos norteamericanos y europeos). Esta última empresa terminó cancelando su pedido de 20 aviones. La primera empresa citó los problemas respecto al rendimiento estructural del avión y los motores Pratt & Whitney PW4000 elegidos para la aeronave, mientras que la segunda alegó el hecho de que el MD-11 no podía cumplir con la autonomía prometida en la etapa de diseño.
Las cifras, reveladas en exclusiva a la revista especializada Flight International, mostraban que, basándose en estimaciones previas al despegue y al vuelo los MD-11 con motores del fabricante P&W habrían sido capaces de lograr la gran autonomía de 12.950 km (unas 7.000 millas náuticas), pero transportando sólo unos 27.500 kg de carga.
Aún con la Fase 1 de reducción de arrastre o resistencia al avance, la aeronave solo podría alcanzar su máximo alcance estipulado con sólo 22000 kg de carga, o bien con carga completa, pero reduciendo su autonomía a 12.025 km (6.495 millas náuticas).
En 1990, McDonnell Douglas junto a los fabricantes de motores turbofán Pratt & Whitney y General Electric comenzaron un programa que sería conocido como Performance Improvement Program (PIP), el cual tenía como objetivo mejorar el peso, la capacidad de combustible, el rendimiento de los motores y la aerodinámica en general. El fabricante de aviones también trabajó con el centro de Investigaciones Langley NASA para estudiar eventuales mejoras aerodinámicas.
El PIP duraría hasta 1995, y logró alcanzar la autonomía originalmente prometida para el MD-11. No obstante, para ese entonces el daño ya estaba hecho y, lo que era peor, las situación financiera de la empresa no estaba en su mejor momento, por lo que pronto surgirían rumores acerca de la eventual absorción de la misma por parte de su entonces rival, Boeing.

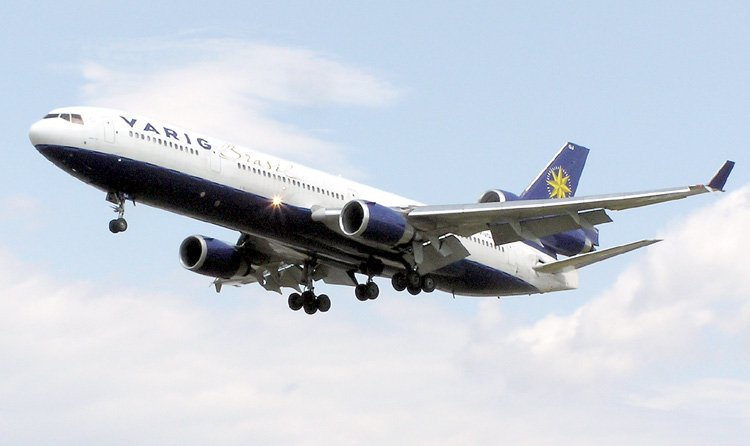
Un MD-11 de la aerolínea brasileña Varig.

El MD-11 fue uno de los primeros aviones comerciales en emplear un sistema computarizado de estabilización mediante un tanque de combustible que hacía las veces de “lastre” en el plano secundario o de cola (es decir, en el estabilizador horizontal, el cual, por su parte, incorporaba también la tecnología de vuelo fly-by-wire. Las actualizaciones del paquete de programas (software) lograron que el comportamiento del avión en vuelo manual fuese similar a la de su antecesor DC-10, al margen de la mayor eficiencia del MD-11 en cuanto al consumo de combustible (en parte debido al menor arrastre o resistencia al avance, producto de un plano secundario o estabilizador horizontal más pequeño).
Después de la fusión de McDonnell Douglas con Boeing en 1997, la nueva empresa anunció que la producción del MD-11 continuaría, especialmente como carguero. No obstante, Boeing anunció oficialmente en 1998 que abandonaría la producción del MD-11 en un plazo de solo 2 años, después de entregar las pocas órdenes entonces pendientes. Así fue que, en febrero de 2000, el último MD-11 salió de las líneas de producción.
Los últimos dos MD-11s fueron fabricados entre junio y septiembre de 2000 y ambos fueron entregados a Lufthansa Cargo el 21 de enero y el 22 de febrero de 2001 respectivamente. La producción de la aeronave finalizó debido a las bajas ventas, muchas menos de las esperadas, producto en parte de la competencia de aeronaves de tamaño y capacidad similar como el europeo Airbus A340 o el derivado bimotor de éste, el A330. Por otro lado, la misma Boeing tenía en su birreactor más grande, el B-777, a un rival directo del MD-11 (ya que el 777 -al igual que el recién mencionado A330- puede realizar vuelos de larga distancia, gracias a su certificación ETOPS. Esas rutas, hasta principios de la década de 1990, habían estado internacionalmente prohibidas para los aviones de solo dos motores). Además, dos motores un poco más grandes son generalmente más baratos y más fáciles de mantener que tres de ellos.
Por otra parte, ya que en ese entonces había una gran demanda por aviones de carga y aún no existía una versión carguera del B-777 en ese momento, muchas aerolíneas que estaban utilizando el MD-11 estaban ansiosas por cambiar o migrar al producto de Boeing, ya que no tenían mayores problemas en vender sus MD-11 usados a operadores de carga “puros” (como FedEx o UPS Airlines).
Por otro lado, McDonnell Douglas llegó a realizar estudios acerca de la viabilidad de eliminar el tercer motor trasero, y generar así una nueva variante bimotora del MD-11 de pesos operativos menores. O bien, por una hipotética nueva versión de masa máxima similar, pero reemplazando los dos motores alares por turbofáns del orden de los 40.000 kg de empuje unitario, para así compensar la eventual ausencia del tercer motor. No obstante, esa idea no llegó a prosperar.
El fabricante originalmente proyectaba que podría llegar a vender más de 300 aviones MD-11 (entre sus diferentes variantes), pero solo se terminarían construyendo unas 200 aeronaves. Los trirreactores eran ensamblados en la planta principal de McDonnell Douglas (más tarde propiedad de Boeing), en la localidad de Long Beach, estado de California.
En agosto de 2006 todavía un total de 191 MD-11s se hallaban en servicio activo en diversas aerolíneas alrededor del mundo.
Ventajas
Tamaño: Este avión podría tener hasta 200 pasajeros.

Cabina: Al ser digital se retiró al ingeniero de vuelo.

Alas: Sus alas son más grandes y poseen winglet y splite scimitar esto agiliza y mejora la aerodinámica del avión.
Desventajas
Peso: Una de las cosas que dificulta a este avión es su peso ya que al ser más grande posee más peso que un DC-10.

Configuración: La mayoría de los accidentes de este avión fueron por la configuración ya que al tener mayor tamaño es más pesado.

Motores: Al ser más grande necesita más potencia en los motores por eso este avión consumía mucho más combustible que el 727 o el DC-10.

## Etapa de diseño

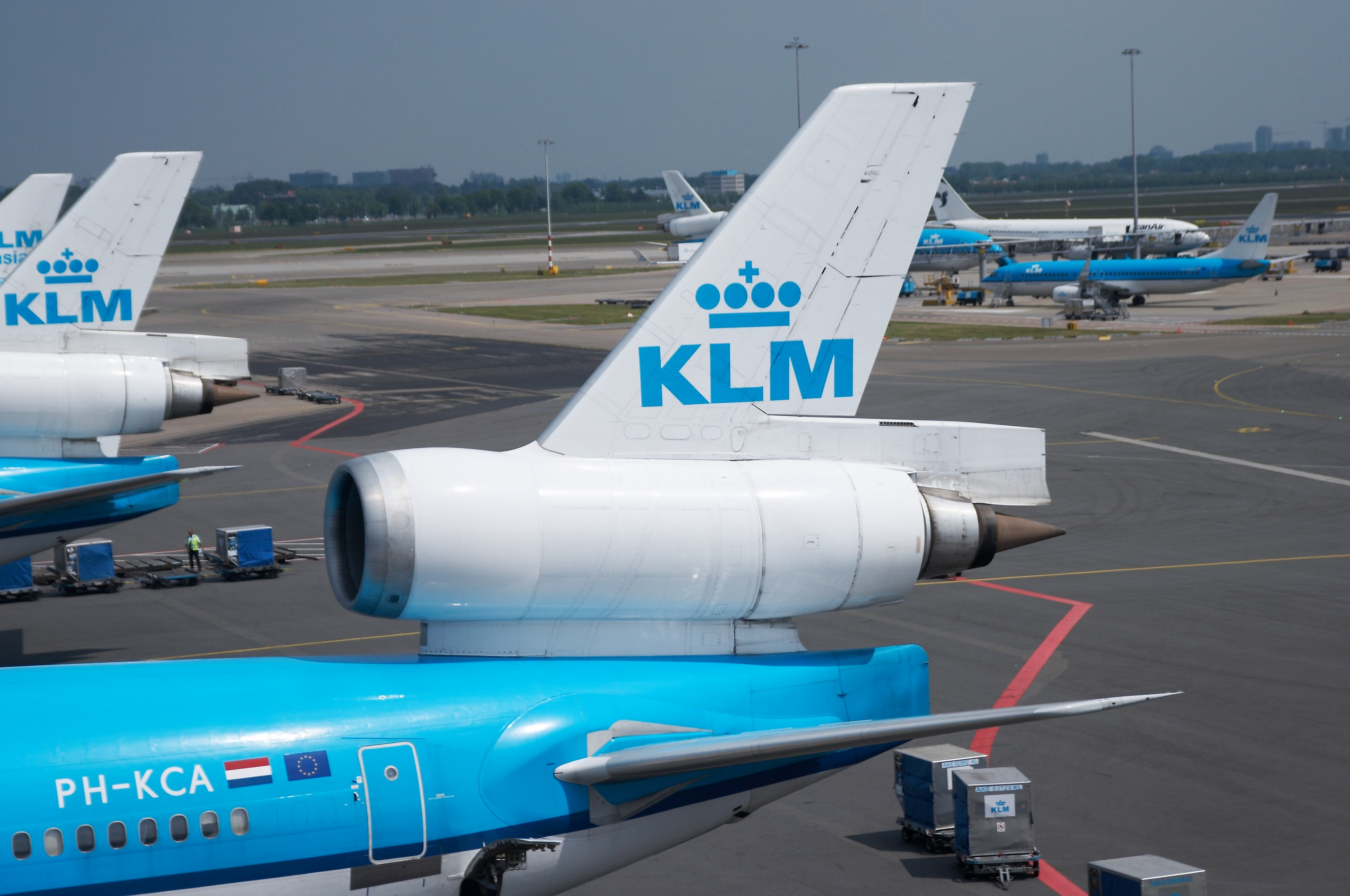
El tercer motor, montado sobre la base de la cola o estabilizador vertical.

Como para ahorrar costos el MD-11 estaba basado en el DC-10 original, el nuevo avión básicamente mantenía la configuración de su antecesor, en particular el ancho de su cabina de pasajeros y la configuración de tres motores, dos de ellos ubicados en sendos soportes alares debajo de cada una de las alas y el tercero debajo del estabilizador vertical de la cola. No obstante, tanto la longitud de su fuselaje como su envergadura y autonomía serían un poco mayores que las de su predecesor. También la nueva aeronave tendría nueva motorización, más potente y eficiente que la generación anterior, además de hacer mayor uso de materiales compuestos (composite).
Además, según el fabricante los winglets (extremos alares) incrementarían la eficiencia en torno al 2,5% con respecto al DC-10, por kg transportado.
El MD-11 incorpora una cabina del piloto que incluye seis monitores CRT intercambiables, así como las en su momento avanzadas computadoras Honeywell VIA 2000. El diseño de este cockpit se denomina Advanced Common Flightdeck (ACF, “Cubierta de vuelo común avanzada”), y es compartida con el B-717 (es decir, el antiguo McDonnell Douglas MD-95 original renombrado por Boeing). La mencionada “cubierta” de vuelo incluye un sistema instrumental completamente electrónico, un sistema de administración de vuelo (Flight Management System) dual, un sistema centralizado de informe de fallos mediante una pantalla (Central Fault Display System) y un sistema de posicionamiento global (GPS o Global Positioning System). Además, también están disponible la capacidad de aterrizaje automático en malas condiciones climáticas (conocida como Categoría IIIb)[cita requerida], así como sistemas de navegación aérea más modernos. El MD-11 incorpora fusibles hidráulicos no incluidos en el diseño original del DC-10, para ayudar a prevenir una catastrófica pérdida del control de la aeronave en caso de un fallo hidráulico en vuelo.[cita requerida]

## Componentes del MD-11F

### Electrónica
| Sistema                               | País                      | Fabricante | Notas                     |
| ------------------------------------- | ------------------------- | ---------- | ------------------------- |
| Red de datos                          |                           |            | ARINC 429                 |
| TAWS                                  | Bandera de Estados Unidos | Honeywell  | EGPWS                     |
| RAAS (opción 2004)                    | Bandera de Estados Unidos | Honeywell  | EGPWS                     |
| SmartLanding (opción)                 | Bandera de Estados Unidos | Honeywell  | EGPWS MK V                |
| SmartRunway (opción)                  | Bandera de Estados Unidos | Honeywell  | EGPWS MK V                |
| Transpondedor (opción 1996)           | Bandera de Estados Unidos | ACSS       | XS-950 (obsoleto en 2017) |
| Sistema de gestión del vuelo (FMS)    | Bandera de Estados Unidos | Honeywell  | Pegasus                   |
| Lenguajes de programación del Pegasus |                           |            | Ada                       |
| CPU del Pegasus                       | Bandera de Estados Unidos | AMD        | 29050                     |

## Variantes
El MD-11 fue fabricado en cinco versiones, a saber:
- MD-11 (“a secas”) (131 construidos). El avión básico original de pasajeros, por lo que a veces se lo solía denominar MD-11P. Se construyeron 131 de ellos entre 1988 y 1998. Fue la primera versión ofrecida después del lanzamiento oficial del proyecto MD-11 en 1986 y fue adquirida por: la italiana Alitalia (3), la estadounidense American Airlines (19), la taiwanesa China Airlines (5), la china China Eastern Airlines (5), la alemana City Bird (3), la norteamericana Delta Air Lines (17), la taiwanesa EVA Air (3), la finlandesa Finnair (7), Garuda Indonesia (6), la japonesa Japan Airlines (10), la neerlandesa KLM Royal Dutch Airlines (10), la surcoreana Korean Air (5), la alemana LTU International Airways (4); la árabe saudita Saudi Arabian Royal Flight (2), la suiza Swissair (16), la tailandesa Thai Airways International (4), las brasileñas Varig y VASP (6 cada una) y la estadounidense World Airways (3).[11]

- MD-11C (solo 5 construidos): La variante Combi o “combinada” fue la tercera ofrecida durante el lanzamiento del programa en 1986 y fue diseñada para acomodar y transportar tanto pasajeros como carga en su cabina principal. Una de las principales características que la diferencian de otras versiones consiste en un compartimiento de carga trasero con capacidad de hasta diez (10) pallets, accesible a través de una compuerta de carga de 4,06m x 2,59 m, permitiendo un volumen de carga en la cubierta principal del orden de los 309 m³. Las dimensiones de los pallets son de 2,23 m x 3,18 m o de 2,44 m x 3,18 m. También puede transportarse carga adicional debajo de los compartimientos de cubierta. El MD-11C también puede configurarse como una aeronave completamente de pasajeros, convirtiéndolo en un eventual MD-11 “a secas”. Las cinco aeronaves de este tipo, construidas entre 1991 y 1992, fueron entregadas a Alitalia.[11] Estas versiones originalmente híbridas fueron completamente convertidas a cargueros entre 2005 y 2006, para ser operadas por las divisiones de carga de la aerolínea, antes de ser retiradas en enero de 2009, debido al cierre de la división de cargas del operador italiano.[13]

- MD-11CF (solo 6 construidos): la variante Convertible Freighter (carguera convertible) fue lanzada en 1991 a partir de una orden realizada por la aerolínea neerlandesa Martinair por tres aeronaves más dos opcionales. El MD-11CF posee una gran compuerta de carga lateral en la parte delantera del fuselaje (de 3,56 m x 2,59 m), entre las dos primeras puertas de pasajeros, la que puede ser utilizada tanto en una configuración “pura” de solo carga o solamente pasaje. Como carguero, puede transportar 26 pallets de las mismas dimensiones (2,23 m o x 3,18 m o 2,44 m x 3,18 m) que el MD-11C y el MD-11F, incluyendo una carga máxima (en la cabina o cubierta principal) de 410,8 m³ de volumen y de unos 89.325 kg de peso. Los seis MD-CFs producidos fueron entregados a solo dos aerolíneas: Martinair (cuatro de ellos) y World Airways (los dos restantes) en 1995. Los dos aviones del segundo operador fueron convertidos a cargueros en 2002.[11]

- MD-11ER (solamente 5 construidos): la oferta de la versión ER (Extended Range, de alcance extendido) fue presentada y lanzada por el fabricante durante la exhibición aérea de Singapur (Singapore Air Show), en febrero de 1994.[2] La serie ER incorpora todas las opciones derivadas del Performance Improvement Program (PIP), incluyendo un peso máximo al despegue de 286.000 kg, así como un tanque de combustible extra de 11.400 litros en la bodega de carga delantera.,[14] ofreciendo una autonomía extendida de 13.410 km (7.240 millas náuticas), un incremento de unos 750 km (400 mn) por sobre la versión básica o estándar de pasajeros. Los únicos cinco MD-11ERs producidos entre 1995 y 1997 fueron entregados a Garuda Indonesia (3) y a World Airways (2). En febrero de 2007 uno de estos MD-11ER fue reconvertido a un MD-11 “convencional”, mediante el retiro del tanque extra de combustible. Esta aeronave estuvo prestando servicio para la aerolínea finlandesa Finnair.[11]

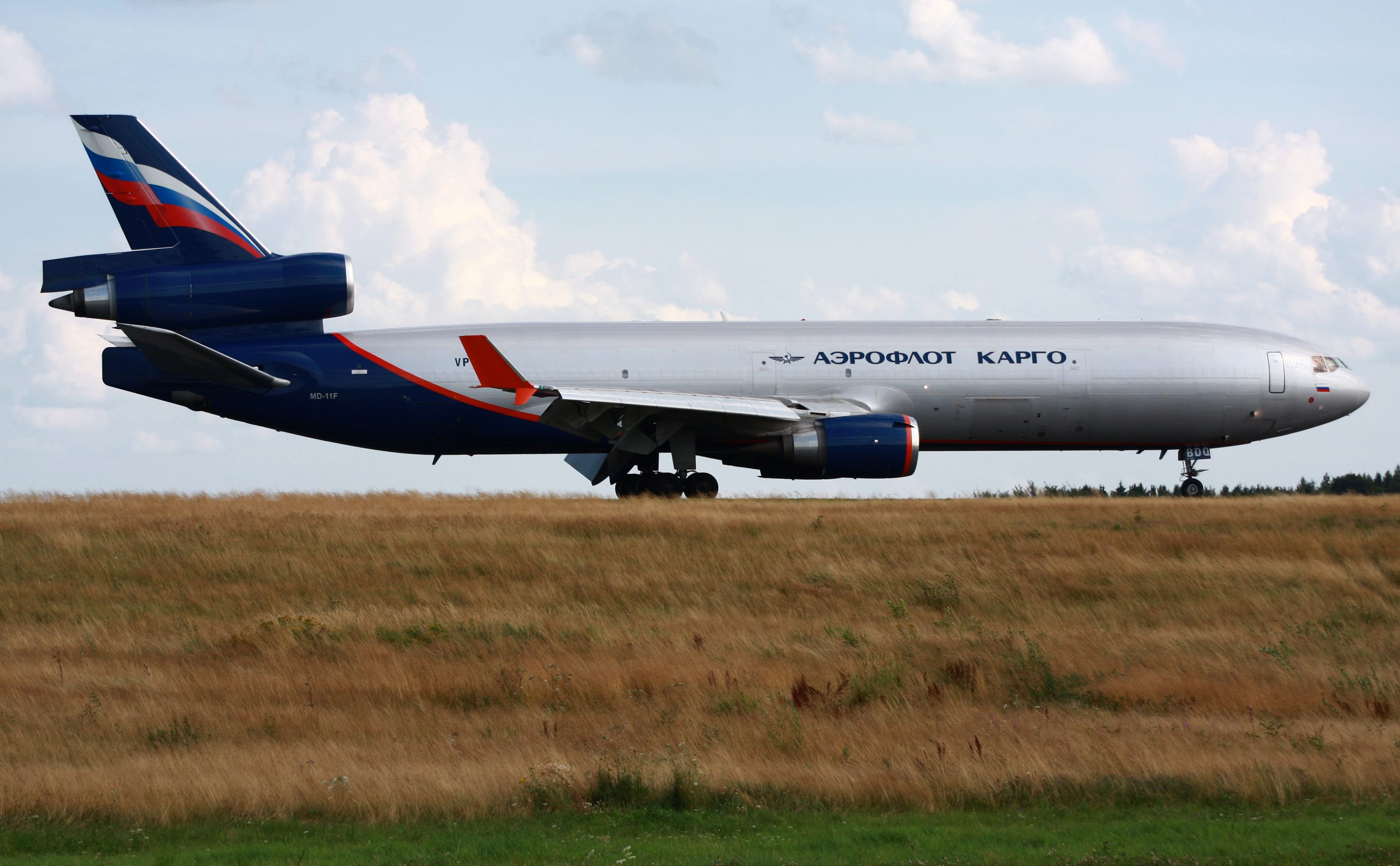
Un MD-11 F de Aeroflot Cargo

- MD-11F (Freighter, 53 construidos): la variante carguera del MD-11 fue la segunda ofrecida después del lanzamiento oficial del programa en 1986, y fue la última y más fabricada versión del MD-11, siendo producida desde 1988 hasta 2000. La versión carguera incorpora la misma puerta de carga lateral del MD-11CF (la cual tiene unas medidas de 3,56 m x 2,59 m), un volumen de carga de 447 m³ y una capacidad máxima de transporte de unos 90.750 kg, pudiendo transportar 26 pallets de las mismas dimensiones (2,23 m x 3,18 m y 2,44 m x 3,18 m) que los de las variantes de tipo combi MD-11C y MD-11CF. El MD-11F fue producido entre 1991 y 2001, siendo entregado a China Eastern Airlines (1), EVA Air (9), FedEx (22), Lufthansa Cargo (14), Martinair (2), Saudi Arabian Airlines (4) y World Airways (1).[11]

Nota: Algunas de las características del MD-11ER, incluyendo su peso máximo de 286.000 kg (un poco mayor que el de la versión estándar), así como todas las mejoras aerodinámicas del proyecto PIP (o parte de ellas) y los paneles de material compuesto (composite) fueron incluidos en los MD-11s posteriormente construidos (a excepción del tanque extra de combustible, característica exclusiva de la serie ER). De hecho, podían ser incorporados desarrollos podían ser incorporados en todas las otras variantes, a excepción del PIP Fase IIIB, que involucraba una mayor entrada de aire en los motores (implicando por lo tanto un mayor empuje por parte de estos).
Algunas aerolíneas, como Finnair, Martinair y FedEx realizaron los cambios estructurales requeridos para alcanzar aquel peso máximo al despegue.
Por su parte, los 16 aviones recibidos por la suiza Swissair ya estaban equipados con esas características adicionales, por lo que fueron extraoficialmente designadas MD-11AH (por Advanced Heavy, “pesado avanzado”).

### Los MD-11 reconvertidos por Boeing
Boeing y un grupo de empresas afiliadas a ella a nivel internacional ofrecen servicios de conversión de aviones MD-11, que aceptan aviones de pasajeros usados y los reconvierten en cargueros.
El MD-11BCF (Boeing Converted Freighter, carguero convertido por Boeing) es uno de los modelos ofrecidos. Otro es el MD-10BCF, el cual es un antiguo McDonnell Douglas DC-10 reequipado con una cabina modernizada (glass cockpit) la cual elimina la necesidad de un ingeniero de vuelo.

## Operadores

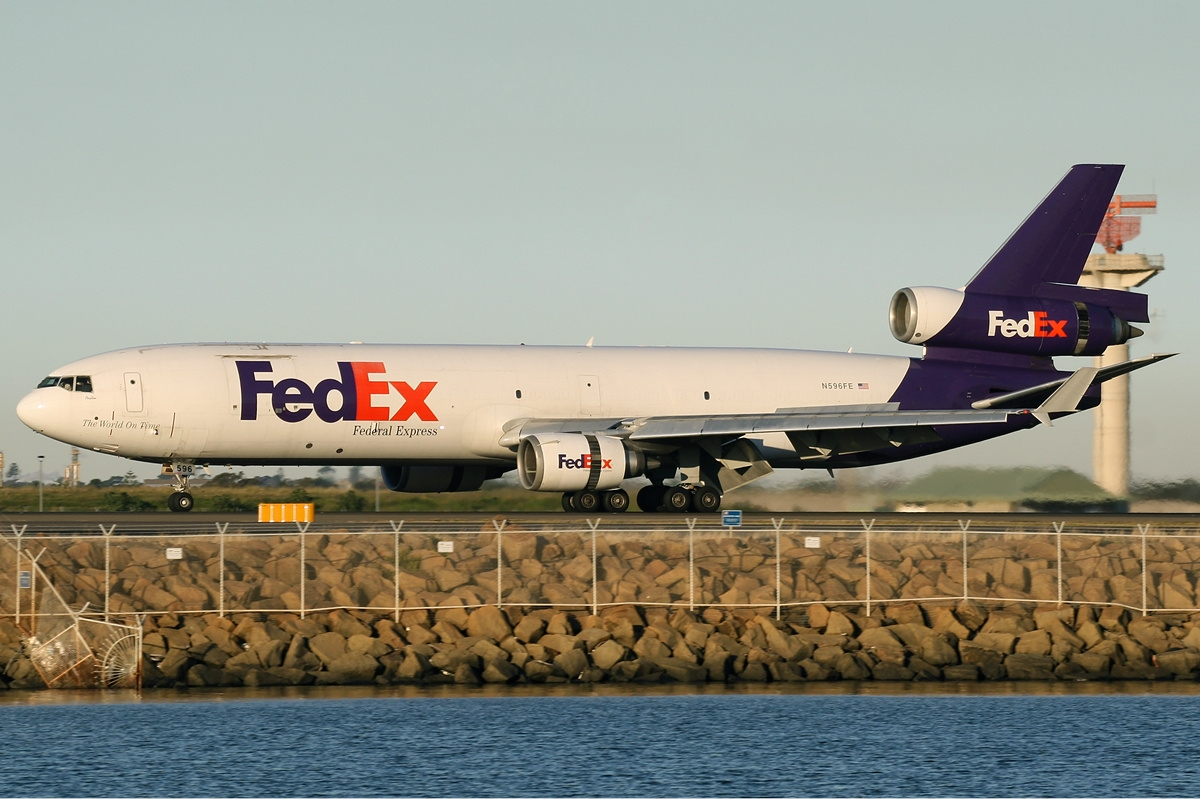
Un MD-11F de FedEx Express en el aeropuerto de Sídney

En abril de 2020 la flota mundial de MD-11s consistía exclusivamente en aviones de carga, con 108 en servicio comercial; los operadores son: 
- FedEx Express (44)[16]
- UPS Airlines (40)[17]
- Western Global Airlines (17)[18]
- SkyLease Cargo (1).[19]

### Cargueros
- FedEx Express (55) – La división aérea de FedEx posee 21 aeronaves compradas como nuevas originalmente, además de otras 37 adquiridas de segunda mano (las cuales habían sido de pasajeros y fueron reconvertidas a cargueros). Estas últimas habían pertenecido a American Airlines, China Airlines, Delta Air Lines y Swiss International Airlines. La empresa estaba en tratativas para incorporar a su flota dos MD-11s adicionales de la aerolínea brasileña TAM, los cuales esta última había previamente intentado vender a la división carguera de la rusa Aeroflot y a la etíope Ethiopian Airlines.

- UPS Airlines (37) – Este transportista de carga de cargas y paquetes estadounidense, que es el principal competidor de su compatriota Federal Express (FedEx), posee una flota de MD-11Fs compuesta exclusivamente de aviones de pasajeros de segunda mano convertidos, los cuales habían previamente prestado servicio para la aerolínea norteamericana Delta Air Lines y World Airways, la japonesa Japan Airlines (JAL), la suiza Swissair, la tailandesa Thai Airways International, así como además en los operadores brasileños VARIG y VASP.

### Antiguos operadores

#### Antiguos operadores de MD-11 de pasajeros
La mayoría de las aerolíneas que habían realizado pedidos del MD-11 para sus vuelos de pasajeros chárter o de larga distancia para fines de 2004 ya los habían reemplazado por tetrarreactores o birreactores más modernos. Entre los primeros, la opción preferida fue el Airbus A340, y entre los últimos, sobresalieron las variantes del Boeing 777 y la versión bimotora del A340, el Airbus A330. Y, en unos otros casos, han convertido sus MD-11s de pasajeros a cargueros, como lo hicieron los operadores asiáticos China Eastern y Korean Air.
La aerolínea surcoreana anunció en diciembre de 1994 su intención de eliminar sus entonces MD-11 de su servicio de transporte de pasajeros y de comenzar a usar desde entonces a sus cinco aeronaves recibidas en rutas de carga de medio y largo alcance. menos de cuatro años después de haber recibido su primer MD-11
Un año después, American Airlines firmó un acuerdo con Fedex para venderle sus 19 aeronaves a ese operador de carga estadounidense. La primera de ellas en abandonar la flota de AA lo haría en enero de 1996.
Por su parte, en octubre de 2006 después de haber anunciado una orden por pedido de Boeing 777-300ER (que le serían entregados en 2008), la aerolínea brasileña TAM decidió alquilar tres MD-11s para cubrir algunas de sus rutas intercontinentales.
Por otro lado, en mayo de 2007, la aerolínea finlandesa Finnair anunció la venta de sus dos últimos MD-11 a la división carguera de la compañía rusa Aeroflot. Estas aeronaves entrarían en servicio con su nuevo operador a más tardar durante 2009.
Después de 16 años de servicio con Varig, el MD-11 fue finalmente retirado de la flota de la aerolínea, después de la llegada a Brasil, el 9 de junio de 2007, del vuelo RG8741, proveniente de Fráncfort del Meno (Alemania).
Para el 1 de julio de 2015, la mencionada Finnair (con 6 aviones) y la neerlandesa KLM Royal Dutch Airlines (con 10 aeronaves), se convirtieron en las últimas dos aerolíneas del mundo en seguir utilizando MD-11s en sus rutas regulares intercontinentales, ya que la brasilera TAM retiró sus aviones alquilados en diciembre de 2008, después de haber recibido los Boeing 777s de alcance extendido que había encargado.
World Airways también está operando 3 MD-11s, principalmente para el Air Mobility Command, así como también dos MD-11ERs (de largo alcance), uno de los cuales está especialmente configurado como el “Houston Express”, el servicio de SonAir de tres veces a la semana entre la ciudad texana de Houston y la capital angoleña de Luanda, en el África sudoccidental.
Dos MD-11s también son operados en una configuración VIP, uno perteneciendo a Asasco Aviation y el otro como parte de Saudi Arabian Airlines, para vuelos de la realeza saudita.

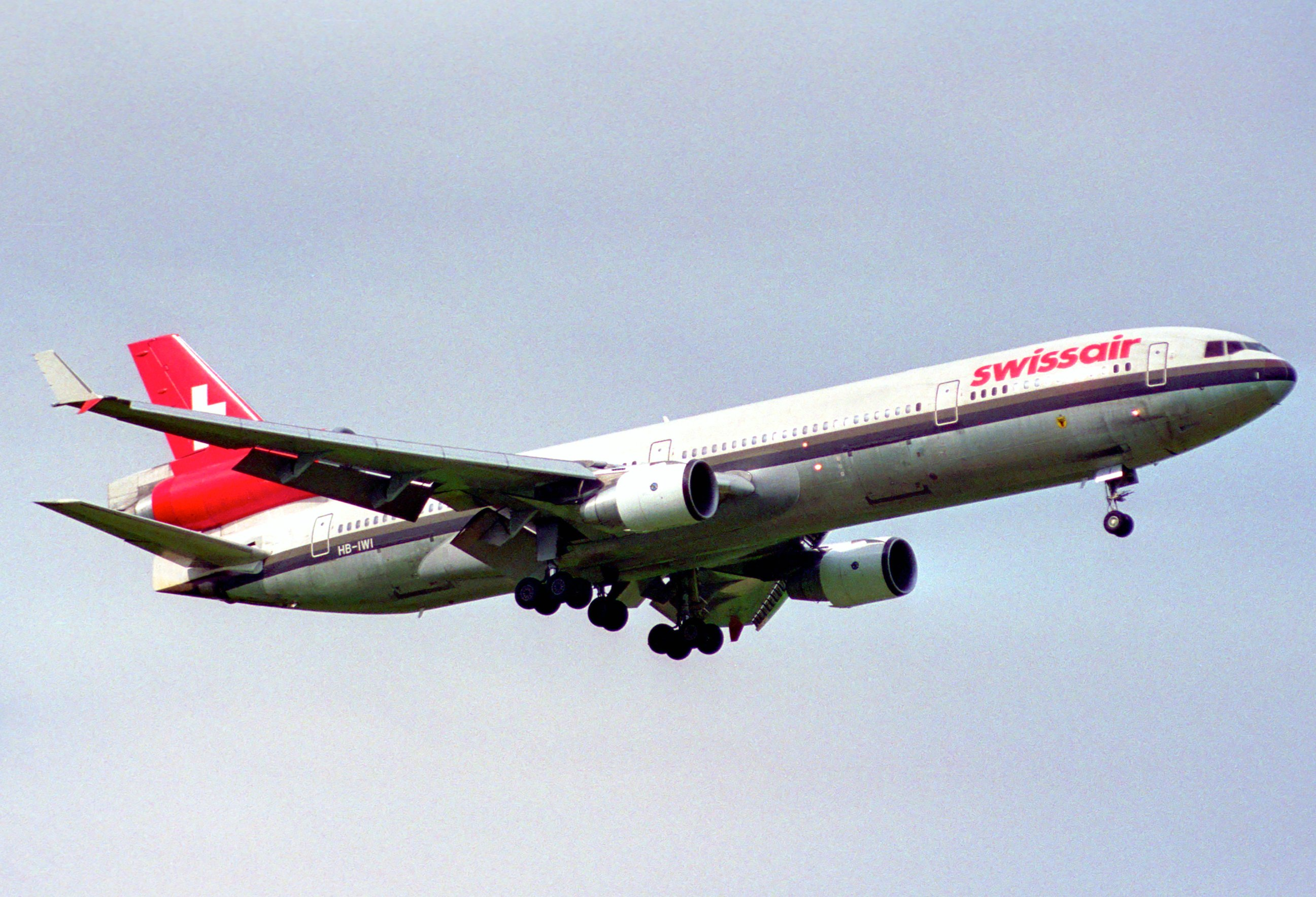
MD-11 de Swissair an el aeropuerto de Zúrich

La siguiente es la lista de las aerolíneas que operaron las diversas variantes de los MD-11, con el número de unidades entre paréntesis.
- City Bird MD-11 (6), dos de los cuales operados por la aerolínea belga SABENA.
- Ethiopian Airlines MD-11 (1)
- Ghana Airways MD-11 (1)
- LTU International Airways MD-11 (4)
- Monarch Airlines MD-11 (1), MD-11ER (2)
- Philippine Airlines MD-11CF (2), MD-11ER (2)

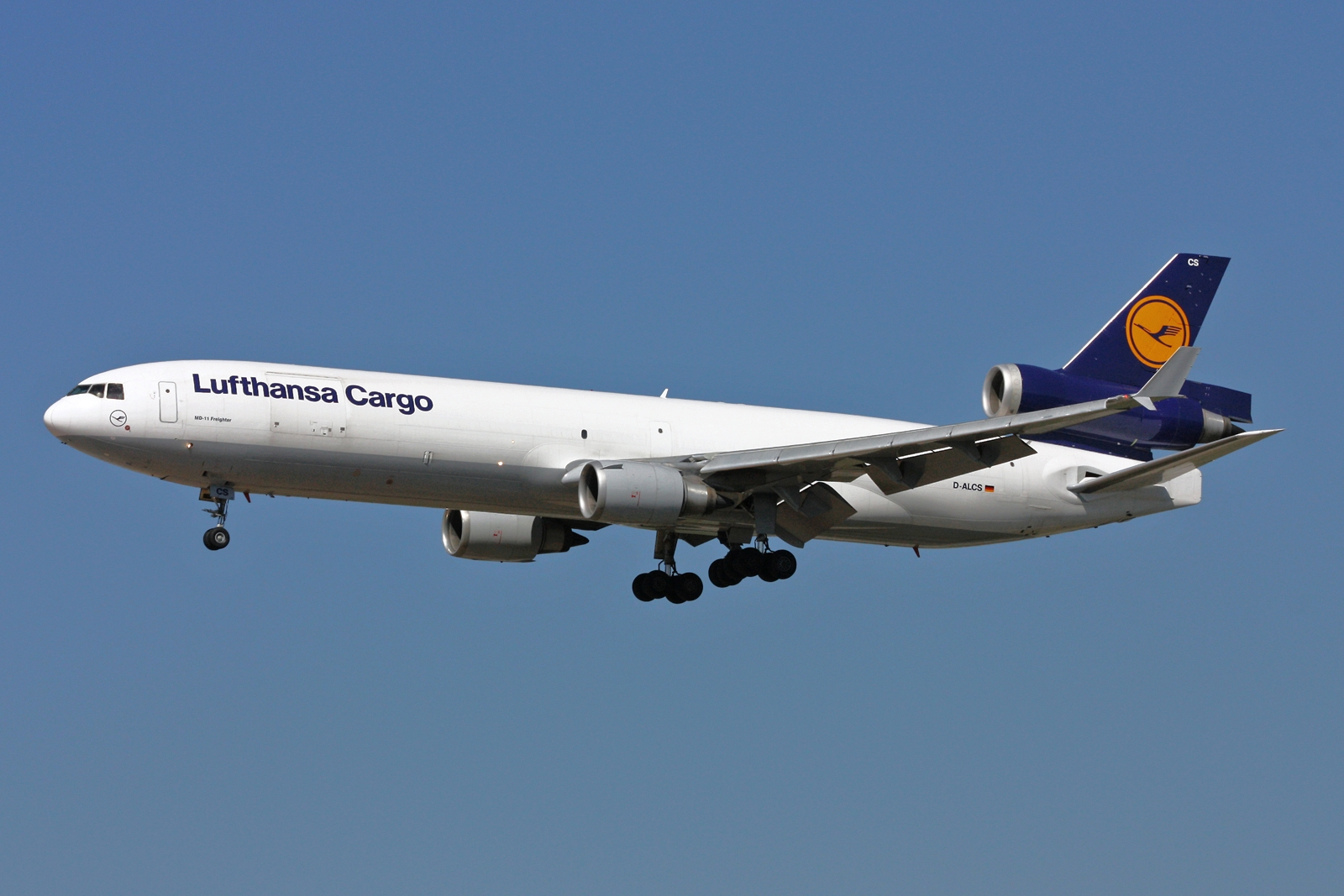
MD-11F de Lufthansa Cargo en el aeropuerto de Fráncfort

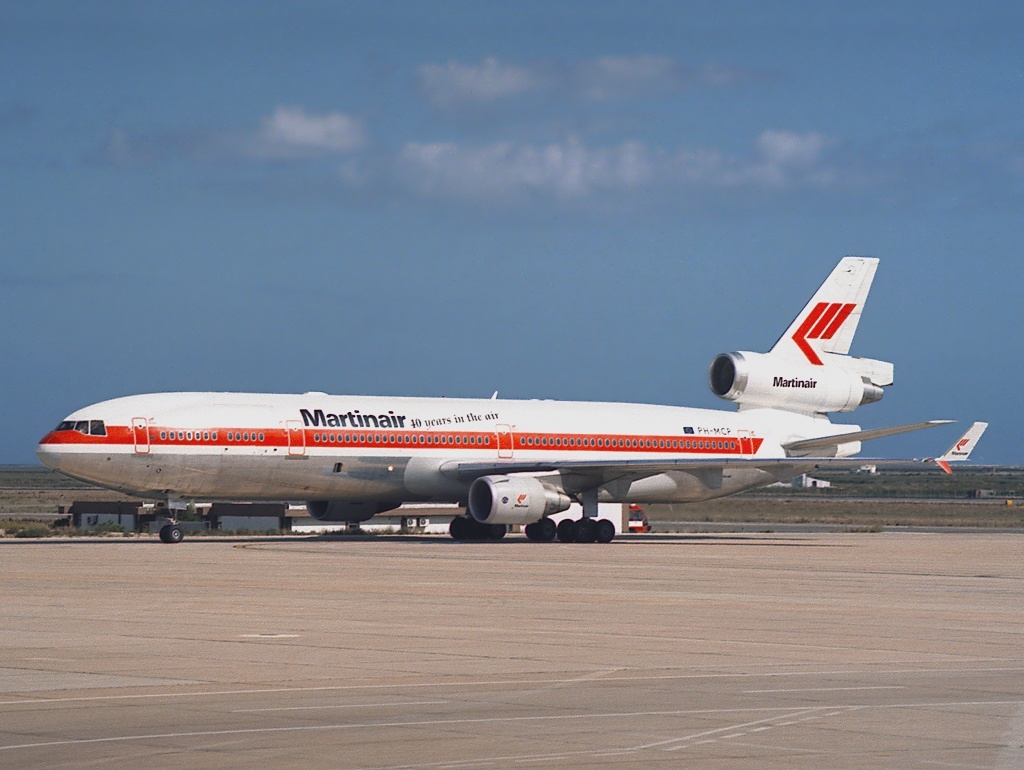
MD-11CF de Martinair

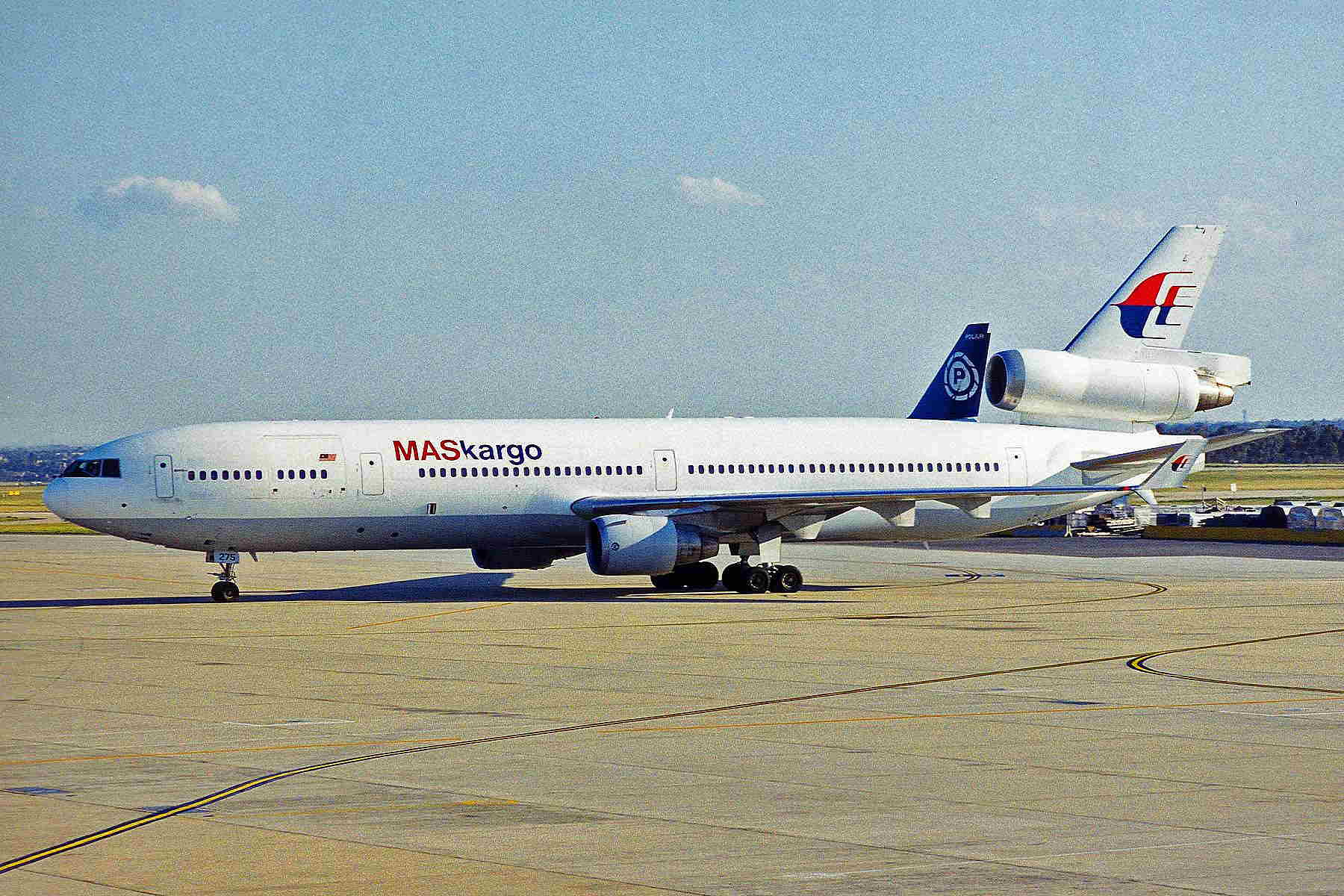
MD-11CF de MASkargo

- SABENA MD-11 (2)
- Star Airlines MD-11 (1)
- Swissair MD-11 (20)
- TAM Linhas Aéreas (3)
- Trans Aer MD-11ER (1)
- USAfrica Airways MD-11 (2)
- Varig MD-11 (23), MD-11ER (3)
- VASP MD-11 (9), MD-11ER (1)

#### Antiguos operadores de MD-11 cargueros
- Lufthansa Cargo (8) – Esta aerolínea fue la última de las grandes en realizar pedidos de MD-11s, recibiendo 14 de la variante carguera de ellos en total, incluyendo el último en salir de la línea de producción de McDonnel Douglas (ya en manos de Boeing) en el año 2000. Además, entre 2004 y 2005 agregó a su flota cinco MD-11s de pasajeros que habían pertenecido a Alitalia y a Varig (tres y dos respectivamente), después de haberlos convertido a cargueros.

- Cargoitalia MD-11F (2)
- Centurion Air Cargo (1)
- Cielos Airlines MD-11CF (1)
- Ethiopian Airlines MD-11F (2)
- Gemini Air Cargo MD-11F (4)
- Lufthansa Cargo (1)[27]
- Martinair Cargo MD-11F/BCF(7)
- MASkargo MD-11CF (2), MD-11F (1)
- Servicios de Transportes Aéreos Fueguinos MD-11CF (1)

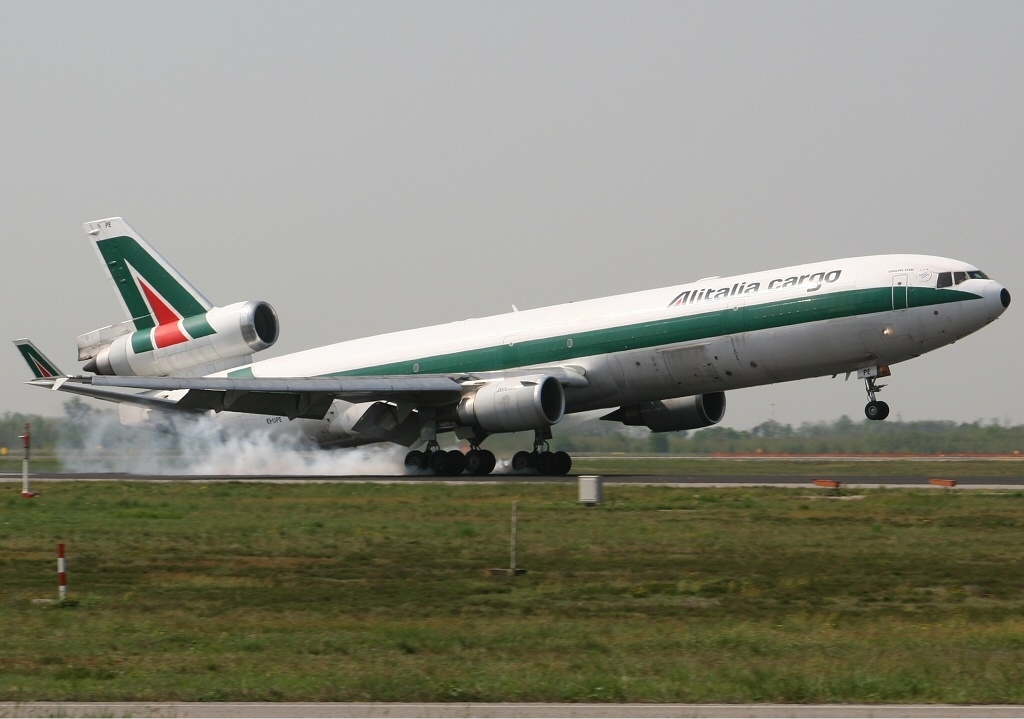
MD-11F de Alitalia Cargo

- Varig Logistica MD-11F (2)
- World Airways MD-11F (10)

##### África
Angola
- SonAir (1)[28]

 Namibia
- Air Namibia (2)[29]

#### América
Colombia
- Avianca (1)[30]

 Estados Unidos
- American Airlines (19)[31]
- Delta Air Lines (17)[32]

#### Asia
Arabia Saudita
- Saudia (6)[33]

 Corea del Sur
- Korean Air (5)[34]

 China
- China Cargo Airlines (9)[35]
- China Eastern Airlines (6)[36]
- Shanghai Airlines (4)[37]

 Indonesia
- Garuda Indonesia (18)[38]

 Israel
- El Al (2)[39]

 Japón
- Japan Airlines (10)[40]

 Malasia
- Malaysia Airlines (6)[41]
- Transmile Air Services (4)[42]
- AirAsia (1)[43]

 República de China
- EVA Air (12)[44]
- Mandarin Airlines (5)[45]
- China Airlines (5)[46]

 Tailandia
- Thai Airways (4)[47]

#### Europa
Bélgica
- Sabena

 Irlanda
- Aer Lingus (1)[48]

 Italia
- Alitalia (8)[49]

 Países Bajos
- KLM (10)[50]

 Rusia
- Aeroflot (3)[51][52]

 Suiza
- Swiss International Air Lines (16)[53]

## Incidentes y accidentes
Hasta el 23 de marzo de 2009, el MD-11 estuvo implicado en doce accidentes de diversa gravedad, seis de los cuales fueron muy serios e implicaron la destrucción del fuselaje, causando 235 víctimas fatales.

### Incidentes y accidentes notables
- El vuelo 583 de China Eastern Airlines, atravesó severas oscilaciones el 6 de abril de 1993, cuando un miembro de la tripulación de cabina accidentalmente desplegó los slats durante la etapa de vuelo de crucero.[57] Sesenta pasajeros (y algunos miembros de la tripulación) tuvieron que ser hospitalizados y dos de ellos finalmente murieron.

- El vuelo 14 de FedEx Express, de matrícula N611FE, se estrelló durante su aterrizaje en el aeropuerto internacional Newark Liberty (en Nueva Jersey), el 31 de julio de 1997. El avión se volcó hacia atrás de manera abrupta y subsiguientemente estalló en llamas, luego de un frustrado intento de aterrizaje de emergencia.

- El vuelo 111 de Swissair, de código HB-IWF, se estrelló en el Océano Atlántico el 2 de septiembre de 1998. Las 229 personas a bordo perecieron. Posteriores investigaciones determinaron que la causa del fatal accidente fue un fuego debido a un impropio cableado adicional colocado por la aerolínea, para su sistema de video personal de entretenimiento en vuelo. El fuego comenzó en la proa o parte delantera de la aeronave y rápidamente se volvió incontrolable, debido en parte a la pobre propiedad retardante o ignífuga de su aislamiento metalizado de mylar

- El vuelo 6316 de Korean Air Cargo, con un MD-11 de matrícula HL7373, se estrelló poco después de haber despegado el 15 de abril de 1999, mientras estaba transportando carga desde el aeropuerto internacional Hongqiao de Shanghái (China) a la capital surcoreana de Seúl. Luego del despegue, el primer oficial contactó a la torre de Shanghái, la cual autorizó al vuelo a ascender hasta los 1.500 metros (unos 4.900 pies. Cuando el avión ascendió hasta los 1.350 metros (4500 pies) sobre el corredor, el capitán después de haber recibido dos respuestas afirmativas erróneas por parte del primer oficial de que la altitud debería ser solo de 450 m, aunque la aeronave se encontraba a la excesiva altitud de 900 m o 3.000 ft. El capitán entonces empujó la columna de control abruptamente hacia adelante, causando que el MD-11 comenzase un rápido y muy peligroso descenso. Tanto el piloto como el copiloto intentaron recuperar la aeronave de la caída en picado en la que había entrado, pero ello resultó ser imposible.[58]

- El vuelo 642 de la aerolínea taiwanesa China Airlines se estrelló el 22 de agosto de 1999 mientras estaba aterrizando en el aeropuerto internacional de Hong Kong, durante un tifón que excedió las especificaciones del avión respecto de los vientos cruzados, causando que la aeronave volcase hacia atrás y se prendiese fuego. Sorprendentemente solo tres pasajeros resultaron muertos.

- El vuelo 87 de FedEx Express, que involucró a un MD-11 de matrícula N581FE, fue destruido después de un infructuoso aterrizaje en el aeropuerto internacional de Subic Bay, el 17 de octubre de 1999. El avión provenía del aeropuerto internacional de Hongqiao de Shanghái. Al intentar aterrizar la aeronave rodó a través de la longitud de la pista antes de zambullirse en la bahía, en donde se sumergió completamente, a excepción de la cabina del piloto. La excesiva velocidad de aproximación y de aterrizaje fue señalada como la posible causa del accidente.[59]

- El vuelo 80 de FedEx Express se estrelló en el 23 de marzo de 2009 en el Aeropuerto Internacional de Narita debido a un error del piloto. Doce años antes el vuelo 14 de FedEx Express se estrelló en el Aeropuerto Internacional Libertad de Newark por el mismo error. Otro factor que provocó en parte el accidente fue que el diseño del McDonnell Douglas MD-11 era más alargado que el de su predecesor, el McDonnell Douglas DC-10. Por lo que los pilotos no podían saber que pasaba abajo de ellos.

- El vuelo 61 de UPS Airlines se salió de la pista en el Aeropuerto Internacional de Seúl en Corea del Sur con rumbo hacia el Aeropuerto Internacional de Anchorage en Alaska, Estados Unidos.

Fuentes: 

## Último vuelo comercial
El último vuelo comercial del McDonnell Douglas MD-11 fue el día 26 de octubre de 2014, operado por la empresa neerlandesa KLM. Este último vuelo operado por el trirreactor fue el KL672, con el destino Ámsterdam - Montreal - Ámsterdam, en el cual muchos fanes y admiradores de este tipo de aeronave compraron los últimos billetes, para dar fin a más de 24 años de trayectoria. Su predecesor, el DC-10, había dejado de volar solo ocho meses antes, en febrero del mismo año. 
Entre los motivos de su retiro están el elevado coste de mantenimiento frente a aeronaves más modernas, al tener tanto tiempo en servicio, son más propensos a fallos y accidentes.

## Especificaciones
|                                                                           | MD-11 (Pasajeros) | MD-11CF (Convertible Freighter, versión combi)                                                                                              | MD-11F (Freighter, carguero) | MD-11C (Combi) | MD-11ER (Extended Range, de autonomía extendida)                                                                                            |
| ------------------------------------------------------------------------- | --- | --- | --- | --- | --- |
| Pasajeros/Carga                                                           | 410 (1 clase) 323 (2 clases) 293 (3 clases)                                                                                                 | 410 (1 clase) 323 (2 clases) 293 (3 clases) 26 pallets de carga                                                                             | 26 pallets de carga | 410 (1 clase) 214 (2 clases) 181 (3 clases) 6 pallets de carga                                                                              | 410 (1 clase) 323 (2 clases) 293 (3 clases)                                                                                                 |
| Longitud del fuselaje                                                     | 61,7 m | 61,7 m | 61,7 m | 61,7 m | 61,7 m |
| Envergadura                                                               | 51,7 m | 51,7 m | 51,7 m | 51,7 m | 51,7 m |
| Área o superficie alar                                                    | 339 m², incluyendo los winglets de los extremos                                                                                             | 339 m², incluyendo los winglets de los extremos                                                                                             | 339 m², incluyendo los winglets de los extremos                                                                                             | 339 m², incluyendo los winglets de los extremos                                                                                             | 339 m², incluyendo los winglets de los extremos                                                                                             |
| Altura (desde la punta del estabilizador vertical)                        | 17,6 m | 17,6 m | 17,6 m | 17,6 m | 17,6 m |
| Ancho de la cabina                                                        | 5,71 m | 5,71 m | 5,71 m | 5,71 m | 5,71 m |
| Masa masa máxima al despegue (*)                                          | Estándar: 273.300 Pesado: 286.000 | Estándar: 283.000 Pesado: 286.000 | Estándar: 280.000 Pesado: 286.000 | Estándar: 280.000 Pesado: 286.000 | 286.000 |
| Masa máxima al aterrizaje                                                 | 200.000 kg | 213.900 kg opcional: 218.000 kg | 222.900 kg | 208.000 kg | 222.900 kg |
| Masa operativa vacío                                                      | 128.810 kg | 130.770 kg | 112.750 kg | 128.810 kg | 132.050 kg |
| Distancia para el despegue con masa máxima                                | 3100 10300 ft | 3100 10300 ft | 3100 10300 ft | 3100 10300 ft | 3100 10300 ft |
| Alcance máximo                                                            | 6.960 nmi (12.655 km) | Versión de pasajeros: 6.840 nmi (12.655 km) Versión carguera: 3.950 nmi (7.310 km)                                                          | 3.950 nmi (7.310 km) | 6.720 nmi (12.435 km) | 7.240 nmi (13.408 km) |
| Máxima velocidad de crucero                                               | 0.88 Mach (945 km/h, 520 kn) | 0.88 Mach (945 km/h, 520 kn) | 0.88 Mach (945 km/h, 520 kn) | 0.88 Mach (945 km/h, 520 kn) | 0.88 Mach (945 km/h, 520 kn) |
| Típica velocidad de crucero                                               | 0,82 Mach (876 km/h, 473 kn) | 0,82 Mach (876 km/h, 473 kn) | 0,82 Mach (876 km/h, 473 kn) | 0,82 Mach (876 km/h, 473 kn) | 0,82 Mach (876 km/h, 473 kn) |
| Motores (Turbofan, turbosoplantes o turboventiladores; potencia unitaria) | Pratt & Whitney PW4460 - 27.000 kp o kgf (270 kN) PW4462 - 28.000 kp o kgf (280 kN) General Electric CF6-80C2D1F - 27.400 kp o kgf (274 kN) | Pratt & Whitney PW4460 - 27.000 kp o kgf (270 kN) PW4462 - 28.000 kp o kgf (280 kN) General Electric CF6-80C2D1F - 27.400 kp o kgf (274 kN) | Pratt & Whitney PW4460 - 27.000 kp o kgf (270 kN) PW4462 - 28.000 kp o kgf (280 kN) General Electric CF6-80C2D1F - 27.400 kp o kgf (274 kN) | Pratt & Whitney PW4460 - 27.000 kp o kgf (270 kN) PW4462 - 28.000 kp o kgf (280 kN) General Electric CF6-80C2D1F - 27.400 kp o kgf (274 kN) | Pratt & Whitney PW4460 - 27.000 kp o kgf (270 kN) PW4462 - 28.000 kp o kgf (280 kN) General Electric CF6-80C2D1F - 27.400 kp o kgf (274 kN) |

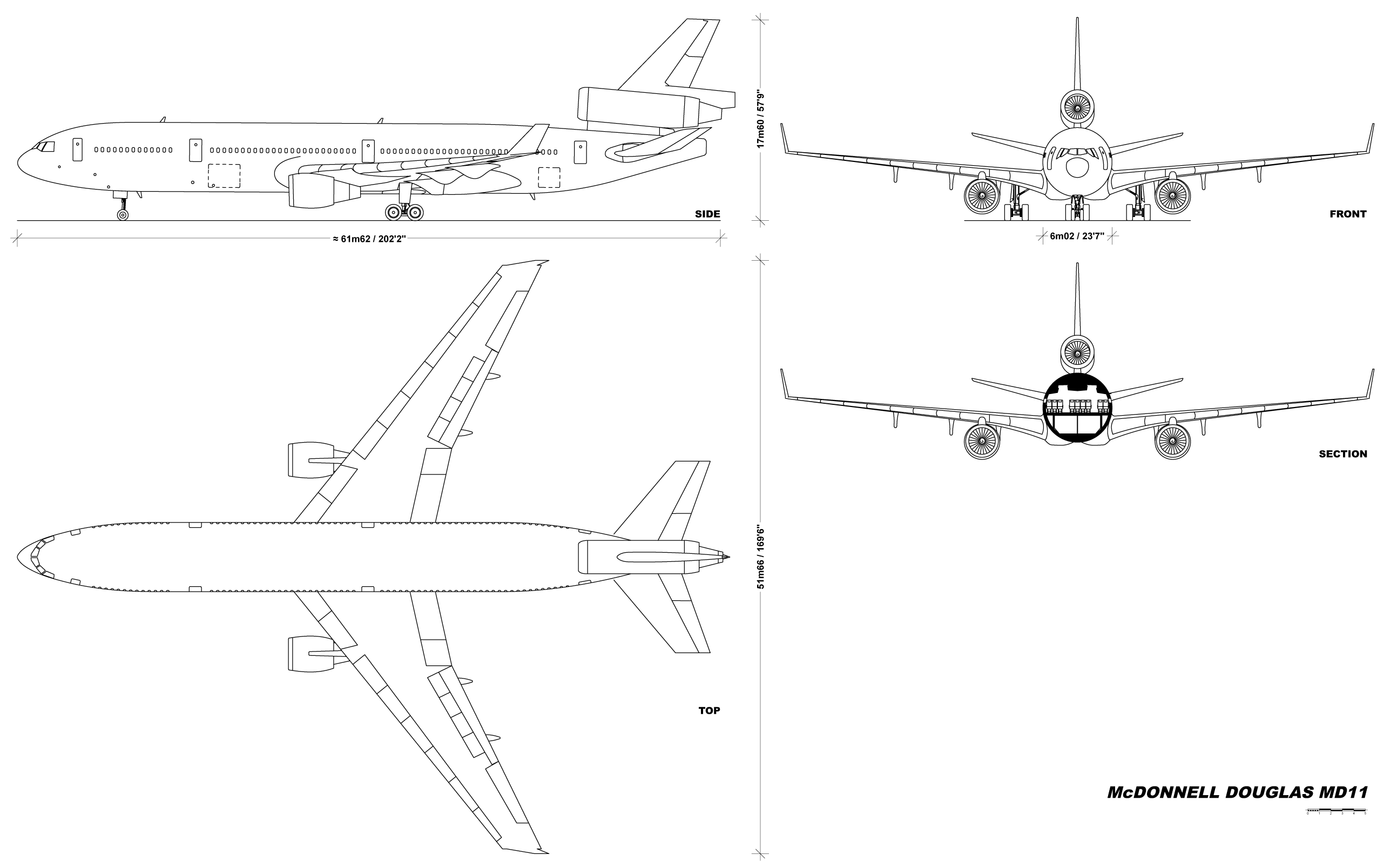
Geometría descriptiva del McDonnell Douglas MD-11.

Nota: *Pesado se refiere a las variantes con alcance extendido (Extended Range). La opción ER está disponible para todos los modelos. Por su parte, estándar se refiere a la configuración básica original.
Fuentes: 

### Desarrollos relacionados
- McDonnell Douglas DC-10
- McDonnell Douglas MD-12

### Aeronaves similares
- Airbus A330
- Airbus A340
- Boeing 767
- Boeing 777
- Ilyushin Il-96

### Secuencias de designación
- Aviones comerciales de McDonnell Douglas: MD-11 - MD-12 - MD-80 - MD-81 - MD-82 - MD-83 - MD-87 - MD-88 - MD-90 - MD-94X - MD-95